# Canopo (mitologia)
Canopo (in greco antico: Κάνωβος?, Cánobos) o Canobo è un personaggio della mitologia greca. Fu il timoniere della nave di Menelao.

## Genealogia
Non risultano nomi di genitori, spose o progenie.

## Mitologia
Era uno spartano originario di Amicle ed era un giovane di grande bellezza che fu desiderato da Teonoe, donna a cui non ricambiò l'interesse. 

Fu il timoniere della nave di Menelao ed un giorno, dopo essere sbarcato in Egitto, fu morso da un serpente e morì. 
Menelao ed Elena portarono il suo cadavere in un posto che fu chiamato Canopo in suo onore e lì fu sepolto. Elena pianse per la sua morte e dalle sue lacrime nacque una pianta chiamata Elecampane.

### In Egitto

Statuetta di Osiride Canopo con corpo a forma di vaso, bronzo, tra il 332 a.C. e il 395 (epoca ellenistica/romana). Museo Egizio, Torino.

Canopo è l'eponimo della città di Canopo e di un braccio della foce del Nilo vicino all'isola di Faro.
Secondo Plutarco, per gli egizi Canopo era il timoniere di Osiride e la nave che fu dai greci chiamata Argo era la stessa nave della divinità egizia.
Sempre su Iside e Osiride, Plutarco aggiunge che tra le costellazioni e vicino alla stella di Orione c'è quella della stessa nave Argo.

#### Vaso canopo
I vasi canopi erano usati nell'Antico Egitto per conservare le viscere estratte dal cadavere durante la mummificazione e rappresentavano una  caratteristica costante funebre egizia. 
Il termine "canopo" deriva dal greco ed indica, per la forma, il tributo pagato dai Greci al dio Canopo, divinità a forma di giara con testa umana ma che non aveva alcuna relazione con i visceri mummificati degli Egizi.
Un'altra teoria indica invece l'origine del termine nel culto di Osiride, rappresentato con forma di vaso, praticato dagli abitanti di Canopo.